# Breaking the Silence
Breaking the Silence (BtS) (hebreu: שוברים שתיקה‎; àrab: كسر الصمت, Kasr aṣ-Ṣamt) és una organització no governamental israeliana creada l'any 2004 per veterans de les Forces de Defensa d'Israel (FDI) amb el propòsit d'oferir als reservistes i al personal militar retirat un mitjà per a explicar confidencialment les seves experiències als territoris ocupats per Israel. L'objectiu declarat de l'organització és «trencar el silenci» al voltant d'aquestes activitats militars.

## Història
Des del 2004, Breaking the Silence porta un projecte de recollida de testimonis anomenat «Soldiers Speak Out». L'any 2009 havien recollit diversos centenars de testimonis, molts d'ells anònims, d'«aquells que, durant el seu servei a les FDI, la Policia de Fronteres i les Forces de Seguretat, han jugat un paper als territoris palestins». Breaking the Silence afirma que la confidencialitat és necessària perquè les FDI prohibeixen que el personal del servei parli públicament sobre les seves activitats. Com en moltes organitzacions militars, només els portaveus militars oficials poden parlar amb els mitjans de comunicació. Els activistes de BtS afirmen que poden proporcionar dades personals dels soldats a investigacions oficials i independents, amb la condició que les identitats dels soldats no es facin públiques.
L'abril de 2008, BtS va publicar un informe sobre l'estat de les coses a la ciutat de Hebron, a Cisjordània, a partir de 39 testimonis de soldats israelians que hi havien servit. L'informe va generar una àmplia controvèrsia i debats públics a Israel sobre les implicacions de la seva ocupació en curs dels territoris palestins. La publicació de compilacions des de llavors ha generat una controvèrsia addicional i debats renovats després de cada esdeveniment.
Des del 2005, BtS ha realitzat visites a Hebron per a ciutadans israelians i observadors estrangers. L'agost de 2008, la policia israeliana va cancel·lar les visites temporalment perquè un grup de diplomàtics del Regne Unit van ser assetjats per colons jueus que els van llançar pedres i ous.
El primer ministre Binyamín Netanyahu i altres càrrecs polítics han criticat repetidament l'organització. El ministre d'Educació va proposar el 2015 un projecte de llei que prohibia els seus conferenciants a les escoles públiques. Paral·lelament, alguns alts càrrecs de la defensa i seguretat israeliana l'han defensat. Per exemple, el general Amiram Levin va afirmar el 2015 que «Breaking the Silence reforça les FDI i la seva moralitat».
Altres israelians i palestins també s'han mostrat preocupats per la conducta dels soldats israelians als territoris ocupats. Un cas que va arribar al Tribunal Suprem d'Israel va impugnar la pràctica de les FDI coneguda com neighbor procedure. Aquest és el terme per als soldats israelians que utilitzen civils palestins com a escuts humans per a protegir-se durant les seves operacions. El Tribunal Suprem va prohibir el 2005 la neighbor policy, afirmant que les tropes israelianes no podien utilitzar els palestins com a escuts. El maig de 2011, 24 antics soldats de les FDI van presentar un testimoni en què descriuen l'ús militar continuat del neighbor procedure. Segons va informar The Guardian, els veterans a través de BtS també van descriure l'assetjament diari dels palestins als punts de control militars i el saqueig deliberat de les seves cases.
L'abril de 2017, BtS va celebrar una taula rodona a la galeria Barbur de Jerusalem amb dos antics caps de l'agència de seguretat interior Xin Bet, un alt comandant de la policia retirat i un professor de dret, que va parlar sobre «l'efecte corrosiu de 50 anys d'ocupació de les forces de seguretat i els ciutadans d'Israel». Fora de la galeria, els manifestants van qualificar els participants a taula rodona de «traïdors». El primer ministre Netanyahu va cancel·lar una visita d'alt nivell programada la setmana del 25 d'abril de 2017 amb el ministre alemany d'Afers Exteriors, Sigmar Gabriel, després que aquest s'hagués reunit amb representants de Breaking the Silence mentre estava a Israel.